# Світанок (фільм)
«Світанок» — німецька патріотична драма про потоплення підводного човна. Прем'єра відбулася в Шаубурзі в Ессені в січні 1933 року, незабаром після приходу Гітлера до влади. В основі фільму лежить книга барона Едгара фон Шпігеля «Військовий щоденник U-202».

## Сюжет
Екіпаж німецького підводного човна під командуванням капітан-лейтенанта Лірса знову відпливає на війну після відпустки в Меркірхені. Чоловікам важко попрощатися зі своїми коханими і подругами, але обов’язок – це перш за все. Мати Лірса вже втратила двох синів у цій війні і тепер не розуміє її сенс.
Спочатку бойові дії йшли успішно, і англійський крейсер був потоплений. Але потім човен потрапляє в пастку замаскованого британського замаскованого протичовнового корабля, який повідомляє по радіо есмінець. Есмінець таранить підводний човен, який потім тоне.
На глибині 60-ти метрів капітан-лейтенант Лірс і дев'ять членів екіпажу застрягли в своєму човні. Оскільки бак заповнений, човен не може знову спливти. Врятуватися можуть тільки восьмеро, тому двом членам екіпажу доводиться залишитись. Команда вирішує померти разом, а не залишити двох. Але потім перший офіцер Фредерікс і моряк Петерманн вирішують пожертвувати собою заради екіпажу. Вони застрелюють себе. Решта вісім чоловік рятуються і сприймають жертовну смерть своїх товаришів як наказ продовжувати боротьбу.

## Виробничі примітки та фон
Фільм був знятий у жовтні та листопаді 1932 року в Кілі і його околицях та в Балтійському морі поблизу Гельсінгфорса на фінському підводному човні. Подальші записи проводилися в студії УФА в Нойбабельсберзі. Продюсерською компанією була Universum-Film AG (UFA) у Берліні. Продюсером займався Гюнтер Штапенгорст, запис — Еріх фон Нойссер. Гюнтер Андерс був асистентом головного оператора Карла Гофмана. Конструкцією фільму керували Роберт Герльт і Вальтер Реріг. Знімальну групу очолив Вернер Фюрбрінгер.
Фільм має довжину 2338 м, що відповідає 85 хвилинам. На 20 січня 1933 року він був заборонений цензурою під номером тесту B.32990, який набув чинності 26 січня 1933 року. Січень 1933 р., номер випробування О.06209.  На іспиті 25 числа. 1 листопада 1939 року, номер тесту B.52781, Моргенрот був знову перевірений і визнаний «вільним для дорослих». На 12. Лютий 1940 року, номер випробування B.53308, цей результат знову підтвердився. Після війни військова цензура союзників знову ввела заборону в червні 1945 року. 17 числа Жовтень 1986, тестовий номер 51313, фільм був підданий тесту FSK і випущений з 18 років з додаванням «не святкові дні». Робоча назва фільму: «І не втілює ваше життя в дію...», а також «Пам'ятник німецькому підводному човну».
Прем'єра фільму відбулась 31 січня в Ессені. 2 лютого відбувся показ в Уфа-Палас-ам-Зоопарку в Берліні, на якій були присутні Адольф Гітлер і його найближчі соратники. Те, як фільм оцінили в національній пресі того часу, призвело до того, що після 1945 року його класифікували як донацистський воєнний фільм.
Карлгайнц Вендтланд вважав, що фільм має «національний, а не націонал-соціалістичний характер».

## Нагороди
- Комісія кіноогляду присвоїла фільму звання «Художній»